# Historia/Live: In the Round, in Your Face
Historia / Live: In the Round, in Your Face è un DVD del gruppo musicale britannico Def Leppard, pubblicato nel 2001 dalla Universal Music Group. Raccoglie Historia e Live: In the Round, in Your Face, filmati pubblicati originariamente in VHS. Il DVD include anche interviste inedite e nuovi video musicali come contenuti extra.

## Tracce

### Hystoria
1. Hello America
2. Let It Go
3. High 'n' Dry (Saturday Night)
4. Bringin' On the Heartbreak – con Pete Willis
5. Photograph
6. Rock of Ages
7. Foolin'
8. Too Late for Love
9. Rock! Rock! Till You Drop
10. Bringin' On the Heartbreak – con Phil Collen
11. Me & My Wine
12. Women
13. Animal
14. Pour Some Sugar on Me (prima versione, girata a Dublino, Irlanda)
15. Hysteria
16. Armageddon It
17. Pour Some Sugar on Me (live)
18. Love Bites (live)

### Live: In the Round, in Your Face
Live alla McNichols Sports Arena di Denver, Colorado (12 febbraio 1988)
1. Rocket Intro / Do I Feel Lucky? (dal film Ispettore Callaghan: il caso Scorpio è tuo!)
2. Stagefright
3. Rock! Rock! (Till You Drop)
4. Women
5. Too Late for Love
6. Hysteria
7. Gods of War
8. Die Hard The Hunter
9. Bringin' On the Heartbreak
10. Foolin'
11. Armageddon It
12. Animal
13. Pour Some Sugar on Me
14. Rock of Ages
15. Photograph

## Contenuti extra
- Promises (Video)
- Goodbye (Video)
- Slang (Video)
- Work It Out (Video)
- All I Want Is Everything (Video)
- Interviste inedite al gruppo.
- Discografia